# Moto G7
Moto G7 (estilizado por Motorola como moto g7) es una serie de teléfonos inteligentes Android desarrollados por Motorola Mobility, una subsidiaria de Lenovo. Es la séptima generación de la familia Moto G y se lanzó por primera vez el 7 de febrero de 2019. Al igual que con las últimas generaciones que introdujeron las variantes Plus y Play, esta serie también ha introducido la variante Power. En total, hay cuatro variantes en la séptima serie.

## Lanzamiento
El G7 se anunció el 7 de febrero de 2019; fue lanzado el mismo día en los mercados de Brasil y México. Fue lanzado el 30 de agosto de 2019 en Canadá. Estaba previsto que se lanzara en el mercado europeo el 1 de marzo de 2019, sin embargo, se retrasó hasta el 15 por razones desconocidas. Estaba previsto que se lanzara en Estados Unidos, Australia y Asia después de Europa, sin embargo, no se habían anunciado fechas.
El G7 se lanzó en India el 25 de marzo de 2019, a un precio de lanzamiento de INR₹17 825 (US$ 247), junto con un teléfono con Android One, el Motorola One. Las otras variantes del G7 aún no se habían lanzado.
El G7 Power se lanzó en Australia, en exclusiva para el operador de telefonía móvil Telstra, el 30 de abril de 2019. Gizmodo criticó el precio del contrato de Telstra para el teléfono, con la opción más barata costando AU $ 1416 durante 24 meses, a pesar del precio de AU $ 349 al comprarlo directamente.
El G7 Plus no está disponible en los Estados Unidos.

## Variantes

### G7
El G7 tiene algunas de las características especiales del Plus, mientras que también está a la par con el económico G7 Play en otros aspectos. Cuenta con un pequeño notch en la parte superior de la pantalla para la cámara frontal, lo que significa que no lleva un flash frontal como el G6.

### G7 Play
El G7 Play es la variante menos costosa de esta generación. Tiene el notch más ancho en comparación con las otras variantes, y esto significa que es el único con flash frontal. Moto presume de tener un aumento de rendimiento del 60% en comparación con la última generación. En la generación anterior, su característica de venta era la mayor capacidad de batería, 4000 mAh. Sin embargo, esto se ha reducido a 3000 mAh. A diferencia de otras variantes, ejecuta una versión de 32 bits del sistema operativo Android.

### G7 Plus

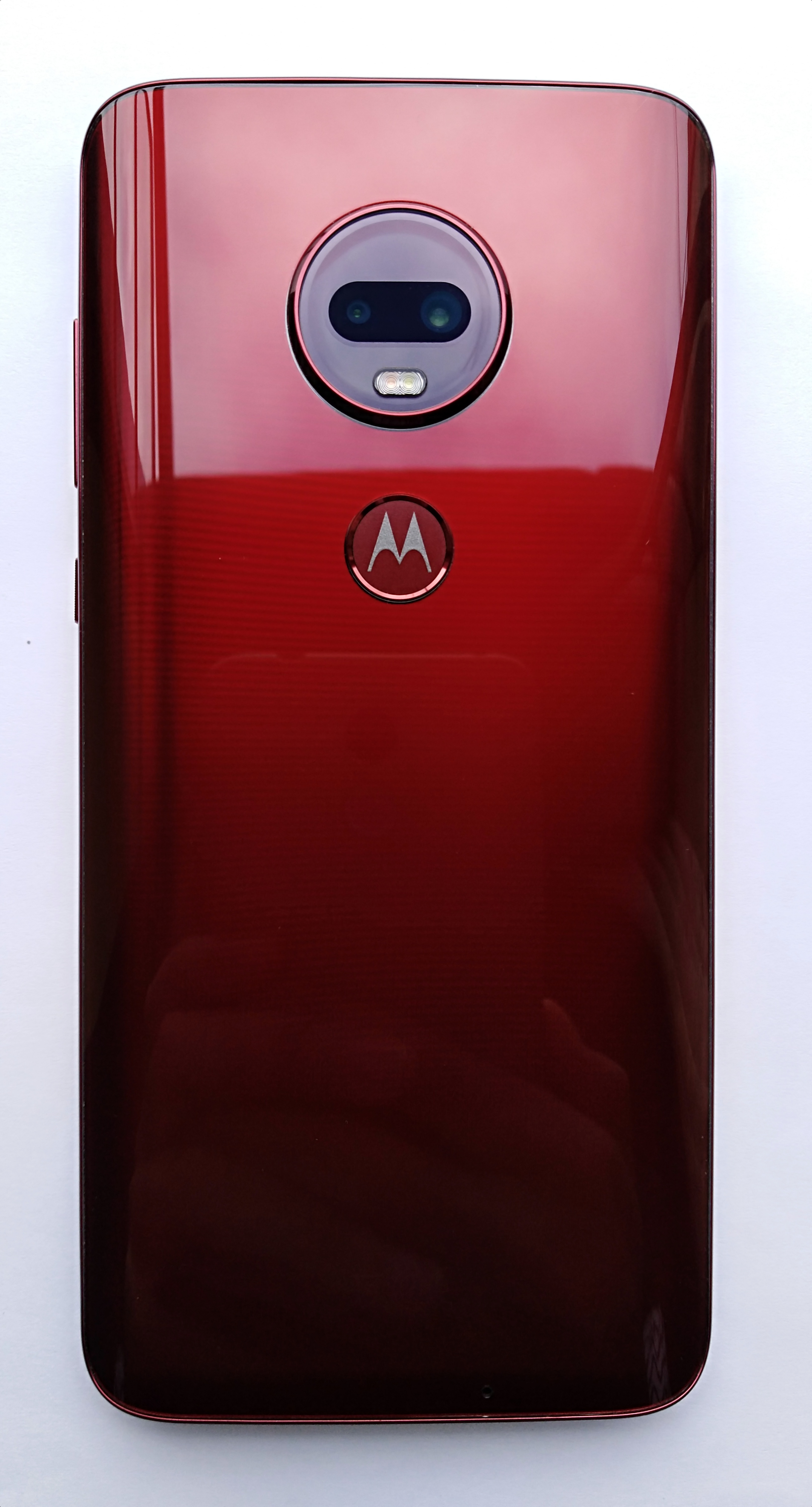
Moto G7 Plus Viva Color Rojo

El Plus no ha visto muchos cambios con respecto a la generación anterior. Los más grandes serían su notch y la falta de un flash LED en la cámara frontal. Ahora también puede cargar a 27W en lugar de 15W usando el cargador TurboPower, tiene parlantes estéreo, estabilización de imagen óptica y Bluetooth 5.0, sin embargo también tiene una capacidad de batería reducida de 3000 mAh en lugar de 3200 mAh.

### G7 Power

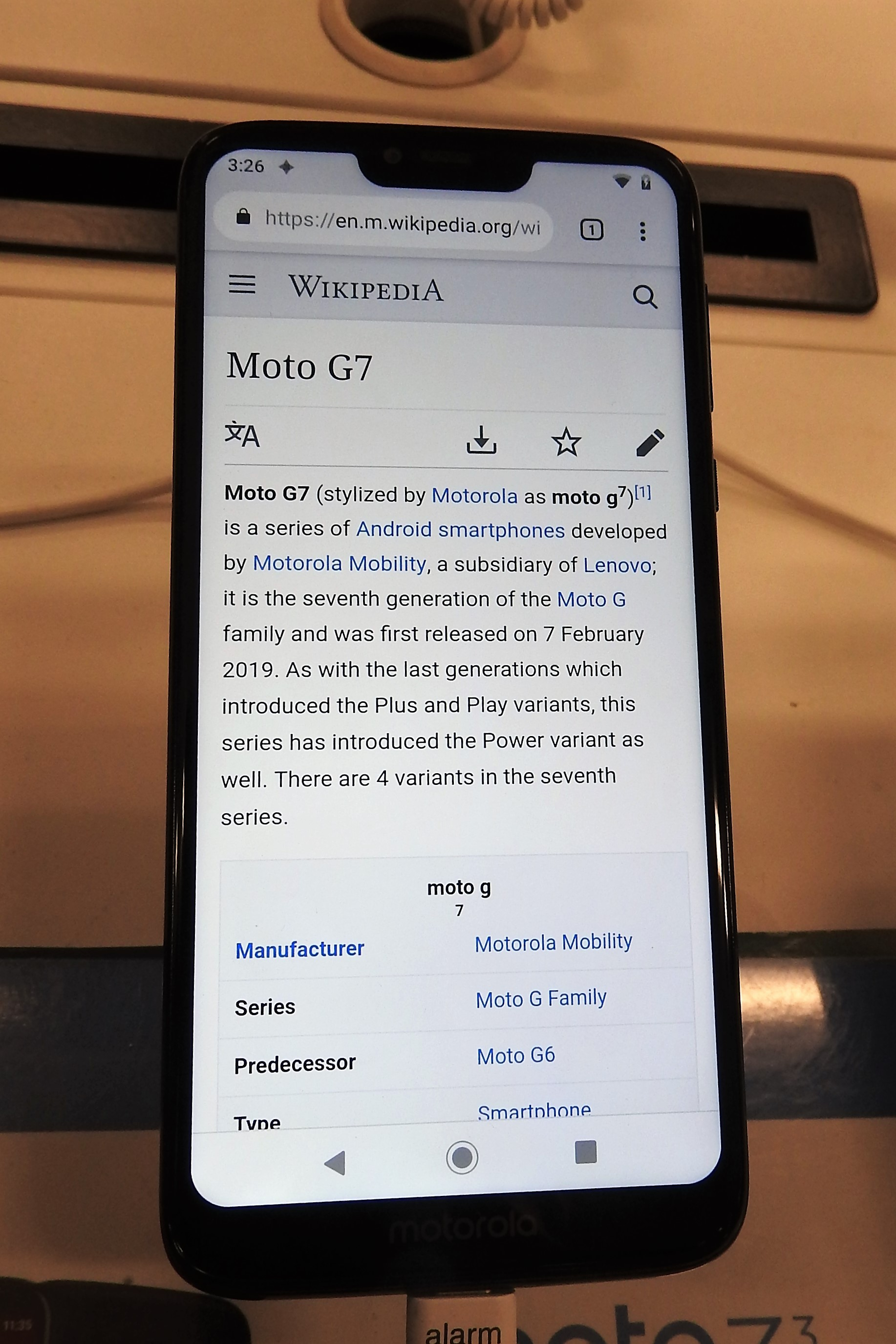
Moto G7 Power

El G6 Play de última generación tenía una batería grande y especificaciones menos potentes, sin embargo, en esta ocasión el G7 Power asumió este papel. Los otros tres modelos tienen una batería de 3000 mAh, el Power tiene 5000 mAh. Sus otras especificaciones se encuentran entre las del G7 Play y el G7.

## Especificaciones
Algunas especificaciones, como las tecnologías inalámbricas y el almacenamiento, variarán entre regiones. Anteriormente, solo Play tenía su escáner de huellas dactilares en la parte trasera. Debido a la pantalla más grande, el escáner de huellas dactilares ahora se encuentra en la parte posterior de todos los teléfonos. Además, todas las variantes del G7 ahora tienen un recorte o notch en la parte superior de la pantalla.